# Kościół św. Pawła w Dover
Kościół św. Pawła w Dover (ang. St Paul’s Church) – rzymskokatolicki kościół parafialny w Dover, w Anglii, wzniesiony w latach 1867–1868, znajdujący się w centrum miasta przy Maison Dieu Road.

## Historia
Katolicka misja w Dover została założona w 1822 roku. Nabożeństwa były sprawowane w kaplicy w domu na Snargate Street, a następnie St James’ Street. Jednak zwiększająca się liczba wiernych spowodowała z czasem konieczność budowy kościoła.
W celu budowy kościoła za 450 funtów w 1864 roku nabyto odpowiedni teren. Autorem projektu świątyni był architekt Edward Welby Pugin. Budowa rozpoczęła się 1 czerwca 1867 roku i kosztowała 2300 funtów. Kościół został otwarty 15 maja 1868 roku przez biskupa Southwark Thomasa Granta. W 1873 roku do budowli dodano apsydę. Konsekracji kościoła dokonał biskup Francis Bourne 25 września 1897.
W 1959 roku przebudowano kościół: zostało obniżone prezbiterium, a ołtarz przesunięto w kierunku nawy. Kolejne zmiany miały miejsce w 1964 roku, kiedy to odnowiono nawę, dodano nowe ławki i usunięto ambonę.
Dnia 23 października 1987 kościół został podpalony. Ogień zniszczył dach oraz organy. Remont uszkodzonego budynku rozpoczął się 1 czerwca 1988 roku, natomiast 28 października tego samego roku kościół został ponownie otwarty.

## Architektura i sztuka
Kościół został zbudowany w stylu neogotyckim. Dzwonnica znajduje się na zachodnim szczycie kościoła. Poniżej niej umieszczono rozetę zdobioną maswerkiem.
Wnętrze świątyni jest trzynawowe. Każda z arkad oddzielających nawy ma po osiem przęseł o ostrych łukach na cylindrycznych kamiennych kolumnach z ośmiokątnymi kapitelami. Apsyda kościoła jest pięcioboczna, a dużym oknem pośrodku. Autorem malowideł w prezbiterium jest Henry Campbell.
W prawie wszystkich oknach znajdują się witraże. Część z nich pochodzi z XIX wieku, natomiast część została wstawiona po pożarze w 1987 roku.